# Monesma y Cajigar
Monesma y Cajigar là một đô thị trong tỉnh Huesca, Aragon, Tây Ban Nha. Theo điều tra dân số 2004 (INE), đô thị này có dân số là 104 người.